# Oches
 Oches  es una población y comuna francesa, en la región de Champaña-Ardenas, departamento de Ardenas, en el distrito de Vouziers y cantón de Buzancy.
Está integrada en la Communauté de communes de l'Argonne Ardennaise.

## Demografía
| 201 | 219 | 254 | 285 | 334 | 348 | 362 | 379 | lac. | lac. | 284 | 241 | 250 | 242 | 219 | 226 | 178 | 171 | 146 | 129 | 91 | 88 | 106 | 101 | 110 | 67 | 75 | 55 | 48 | 39 | 43 | 41 | 33 | 31 |
| Para los censos de 1962 a 1999 la población legal corresponde a la población sin duplicidades (Fuente: INSEE [Consultar]) |     |     |     |     |     |     |     |      |      |     |     |     |     |     |     |     |     |     |     |    |    |     |     |     |    |    |    |    |    |    |    |    |    |